# Phoebe Buffay
Phoebe Buffay a Jóbarátok című vígjátéksorozat egyik főszereplője. Lisa Kudrow alakítja.

## Élete

### Gyermekkor
Családjáról keveset tudunk. Phoebe a sorozat elején számos részen keresztül bogozza ki a szálakat szüleiről, testvéreiről, saját életkoráról. A karaktert alakító Lisa Kudrow zsidó származású színésznő, és bár a Jóbarátokban a főszereplők több mint fele zsidó származású (Ross, Monica, Rachel), vele kapcsolatban semmi hasonló utalás nem történik, ezért valószínűleg csak véletlen egybeesésről van szó. Vér szerinti anyja Phoebe Abott (Teri Garr), de ifj. Phoebe a harmadik évadig úgy tudta, hogy az anyja Lily. Abott tizennyolc éves volt, mikor Phoebet és ikertestvérét, Ursula Pamelát szülte. Megijedt ekkora felelősségtől, így két barátja, Lily és Frank Buffay nevelte fel az ikreket. Frank rémes apának tartotta magát, ezért elhagyta családját. Lily valószínűleg ezután kezdett drogot árulni, egyik karácsonykor pedig öngyilkos lett. Phoebe éppen hóembert épített a kertben, és mikor bement a házba, látta, hogy anyja önkezével vetett véget életének, azonmód, hogy a sütőbe téve a fejét elgázosította magát.
Később ezt az élményt egyik dalában is megörökítette:

"Kinn a kertben, énekelve hóembert csináltam, nem sejtettem, hogy az anyám halott a konyhában…"

### Élet az utcán
Miután Phoebe azt hitte, hogy családja végleg széthullott, New Yorkba utazott, ahol először egy albínó férfivel élt, aki a buszpályaudvar ablakait tisztította. Feltehetően ekkoriban tanult meg olaszul és franciául. Hogy ne haljon éhen, a legalantasabb munkákat vállalta el, például szexuális szolgáltatásokat nyújtott telefonon (állítólag még Ross Geller (David Schwimmer) is hívta), koldult, illetve kirabolt embereket (ahogyan a tinédzser Ross Gellert is). Egy időt Európában töltött, Prágában élt, majd visszatérve az Államokba végül rendes munkát kapott, és összebarátkozott Monica Gellerrel (Courteney Cox Arquette) és Amanda Buffamonteezivel (Jennifer Coolidge).

### Felemelkedés a nyomorból
Egy időre elege lesz Monicából és elszakad tőle. Miután újra hajlandó beszélni vele, összeköltöznek, és csatlakozik a baráti köréhez. Később megunja Monica örökös tisztaságmániáját, és apránként kiköltözik tőle, úgy, hogy ne vegyék észre. Monica viszont észreveszi. Phoebe kiköltözik, megkeresi nagymamáját, és hozzáköltözik. Nagyanyja, mivel nem akarja megrázni Phoebet, hazudik a múltjáról.

### A családfa felkutatása

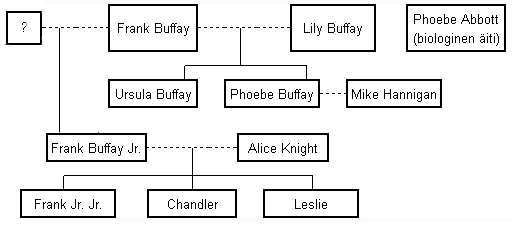
A Buffay családfa

#### Az apa
Phoebe leleplezi nagyanyja hazugságait, és elindul megkeresni az apját. Megtudja a címet, de képtelen becsöngetni. Később újra megpróbálja, ekkor egy kutya akadályozza meg a bejutást. A kutyát véletlenül elüti, ekkor lesz apropója meglátogatni apját. Kiderül, hogy apja 2 éve a boltba ment, és azóta nem tért haza. Találkozik viszont öccsével, akivel összebarátkozik. Nagymamája temetésén viszont találkozik apjával (Bob Balaban). Ügyvédnek álcázva magát elcsalja, és szembesíti a tényekkel.

#### Az anya
Phoebe talál egy képet anyja, apja és szülei barátjának érettségijéről. Meglátogatja a családi barátot, aki beavatja a családi titokba, miszerint ő Phoebe Abott az igazi anyja. Ifj. Phoebe először ellenségesen fogadja, de végül megbékél vele.

#### A testvér
Testvéréről, ifj. Frankről (Giovanni Ribisi) nem volt jó az első benyomás, Phoebe mégis megkedveli. Meglepődik azonban, mikor 18 éves öccse bejelenti, hogy elveszi 40 éves háztartástan-tanárnőjét, Alice Knightot. Ellenzi a házasságot, azonban látva öccse szenvedését, mikor Alice az ő tanácsára elhagyja, mégis enged a kérésnek.

### Álneve
A sorozat folyamán Phoebe többször használja a "Regina Filengi" álnevet. Például amikor Joey-t franciául tanítja, így mutatkozik be a rendezőnek, illetve a Rachel nagy csókja c. részben is használja ezt a nevet.

## Phoebe terhessége
Alice és ifj. Frank nászajándékként egy szokatlan dolgot kér tőle: mivel Alice képtelen teherbe esni, megkérik, hogy hordja ki ő a gyereküket. Miután kikéri anyja tanácsát, úgy dönt elvállalja. Ifj. Frank az összes spórolt pénzüket (16 000 dollárt) ebbe a műtétbe fekteti. Öt petesejtet ültetnek be, ebből három tapad meg. Phoebe gyakran és sok helyen megemlíti, hogy az öccse gyerekeivel terhes. Később többször szó esik arról, hogy megtartson-e egyet közülük, de végül mégsem teszi meg.

## Phoebe mint feleség
A sorozat kezdete előtt Phoebe már házas volt, férje egy meleg jégtáncos volt, aki Kanadából vándorolt be, és kellett neki a zöldkártya. 1994/1995 szilveszterén Phoebe-t elhagyta David (Hank Azaria) fizikus. Több szerencsétlenül végződött kapcsolat után a véletlen (Joey Tribbiani (Matt LeBlanc) baklövése) folytán Phoebe találkozik Mike Hanigannel (Paul Rudd). Kiderül, hogy Mike igazából Joey számára is ismeretlen, Phoebe mégis túlteszi magát ezen. A kapcsolat komolyra fordul, a szülők azonban nem kedvelik meg Phoebe-t, és nyilvánvalóvá válik, hogy Mike előző tönkrement házassága miatt nem akar többé nősülni. Szakítanak, és Phoebe újra összejön Daviddel, akinek karrierje tönkrement, mert ösztöndíját elköltötte és kísérletei megbuktak. Ross tanulmányi konferenciáján, Barbadoson Mike megakadályozza, hogy David megkérje Phoebe kezét. Újra összejönnek. Mike mindenféle gyenge módszerrel kéri meg Phoebe-t, végül felhagy a próbálkozással, és mindenféle bénázás nélkül megkéri. Az esküvő Monica alapos tervezése ellenére összeomlik, végül mégis megtartják a Central Perk előtt. Ez az első lépés a hat barát szakításához.

## Phoebe munkái
Miután élete révbe ért, Phoebe rendes állásokat is vállalt: volt például masszőr, ételkiszállító és csipogóárus. Munkája nagyban befolyásolja életét: szerelmes lesz pácienseibe, illetve megmenti egy irodavezető életét.

## Phoebe művei
Phoebe munkái alatt érthetjük még a műalkotásait is. Ilyenek például a képkeretből kiemelkedő babák, némi póthajjal és festékkel. Ezek a művek a barátok és Mike között nem igazán nyernek tetszést, kivéve Joey-t, akinek eléggé egyedi ízlésvilága van. Mikor nem volt munkahelye, Phoebe cipőkészítést is vállalt.

## Phoebe-ről általában
A Buffay család tragédiái között őrlődve Phoebe mindig képes volt többnyire normális maradni. Hihetetlenül pacifista, és rendkívüli módon érdekli az ezoterika. Néha túlságosan naiv, de mivel az utcán élt, kissé erőszakos is. A barátaival töltött tíz év után azonban teljesen megkomolyodott.

## Phoebe és a zene
Phoebe zenei "pályafutása" végigkíséri a sorozatot. A sorozat első felében rendszeresen fellép vendégművészként a Central Perk kávézóban, később már csak néhányszor szerepel. Kiderül, hogy saját maga tanult gitározni. Az 5. évadban Joey-t is megpróbálja megtanítani gitározni, de ő reménytelen esetnek bizonyul. Kiderül, hogy volt egy társa, a "reklámcsaj", aki elhagyta a reklámszlogenírásért. Később egy epizód erejéig visszatér hozzá, de megint elhagyja, és eladja a "Büdös macska" című, Phoebe által írt dalt macskaalomkampánynak. A sorozat folyamán megpróbálkozik a "szexi hangú" énekléssel (persze amikor beteg, és rekedt a hangja), illetve mikor terhes, és nem tud gitározni, megpróbál dobolni. Phoebe "Büdös macskáját" annyira jónak találják, hogy klipet készítenek belőle, csak nem Phoebe az énekese a produkciónak. A klip elkészül, de Phoebe nem engedi leadni, mert rájön, hogy "Hangzó nő" a büdös macska. Phoebe jónak találja Ross-t is a zenei tevékenységében (szintetizátorozásában-komponálgatásában), míg a többiek füldugóval menekülnek előle. Ezért amíg Ross játszik, ő addig "visszavonul". Phoebe végül a sorsnak, illetve a forgatókönyvíróknak köszönhetően egy zenész-zongorista (Mike) mellett találja meg a boldogságot, aki végül a férje lesz.